# مايكل هولتون
مايكل هولتون (بالإنجليزية: Michael Holton)‏ مواليد 4 أغسطس 1961 في سياتل، هو مدرب كرة سلة أمريكي ولاعب معتزل. تم اختياره من قبل فريق غولدن ستايت ووريورز خلال الدرافت. يبلغ طوله 6 قدم 4 بوصة (1.9 م). لعب كرة السلة الجامعية في جامعة كاليفورنيا.

## المسيرة الاحترافية
لعب مع فينيكس صنز من سنة 1984 إلى 1986، ثم لعب مع شيكاغو بولز في سنة 1986، ثم لعب مع بورتلاند ترايل بلايزرز من سنة 1986 إلى 1988، ثم لعب مع شارلوت هورنتس من سنة 1988 إلى 1990.

## روابط خارجية
- مايكل هولتون على موقع إن بي أي (الإنجليزية)
- مايكل هولتون على موقع سبورتس رفرنس (الإنجليزية)
- مايكل هولتون على موقع كلية كرة السلة في سبورتس رفرنس.كوم (الإنجليزية)
- مايكل هولتون على موقع ريلجم (الإنجليزية)
- مايكل هولتون على موقع بروبوليرز (الإنجليزية)
- مايكل هولتون على موقع كلية كرة السلة في سبورتس رفرنس.كوم (الإنجليزية)